# Seán Garland

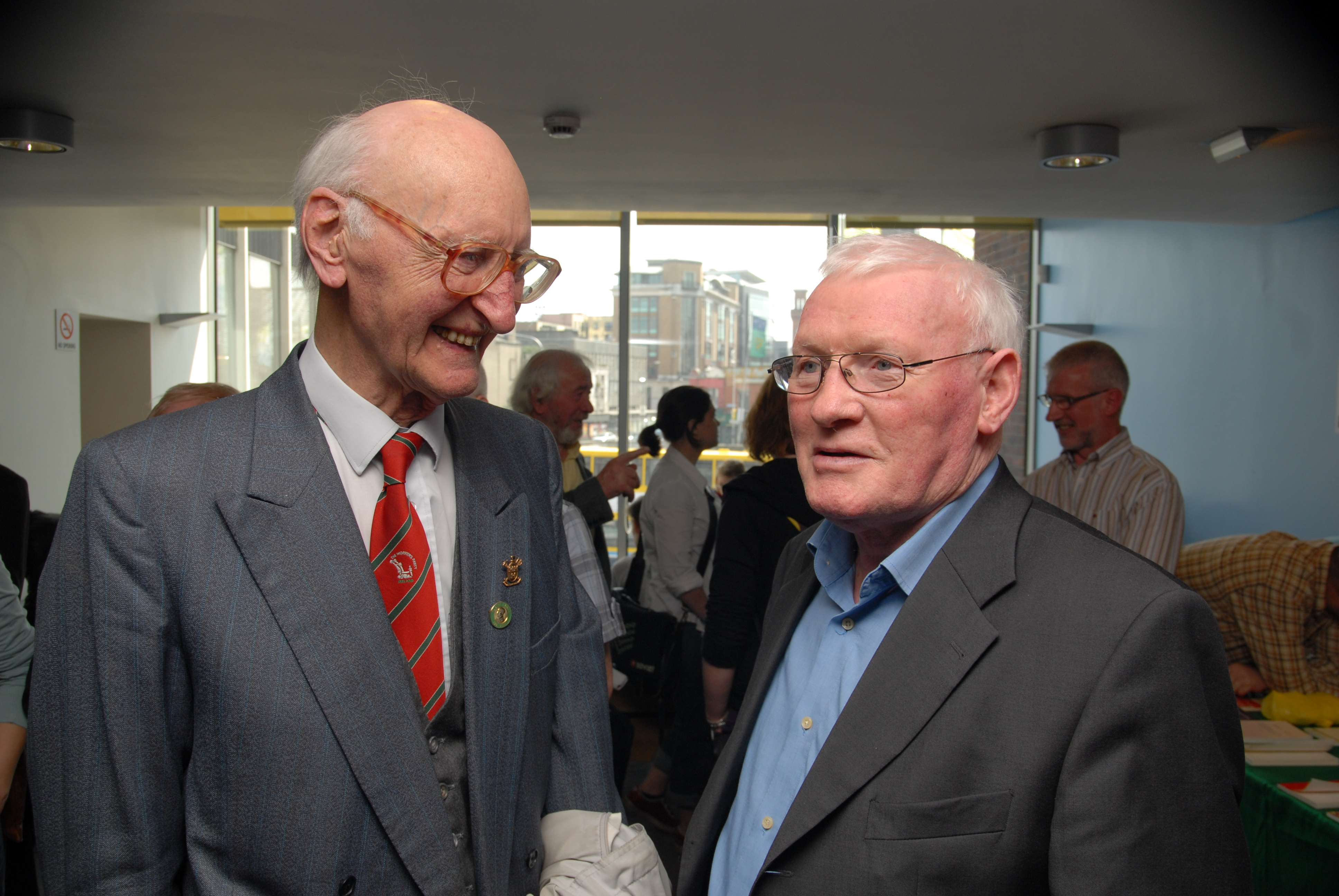
Seán Garland (rechts) mit Tomás Mac Giolla (2008)

Seán Garland (* 7. März 1934 in Dublin; † 13. Dezember 2018 im County Meath) war ein Veteran der irischen republikanischen Bewegung.

## IRA
Garland schloss sich 1953 der IRA an. Im Jahr darauf ließ er sich von der British Army rekrutieren, jedoch nur, um Informationen über die britischen Streitkräfte in Nordirland zu sammeln. Damit verhalf er der IRA zu einem großen Teil des Waffenarsenals der Gough Barracks in der Grafschaft Armagh, dessen sie sich bei einem Überfall im Juni 1954 bemächtigte.
Die Aktion galt der Vorbereitung auf die Border Campaign, an der auch Seán Garland teilnahm. Im Jahr 1957, gleich zu deren Beginn, wurde er beim Angriff auf einen Stützpunkt der Royal Ulster Constabulary schwer verwundet und festgenommen. Bei dieser von ihm geführten Operation kamen Fergal O’Hanlon und Seán South ums Leben. Nach seiner Freilassung aus der Haft im Mountjoy Prison in Dublin, das heißt in der irischen Republik, im Jahr 1959 wurde er bis zum August 1962 interniert.

## Spaltungen
Die Border Campaign war ein Fehlschlag, vor allem deshalb, weil die IRA sich darin täuschte, die Bevölkerung Irlands hinter sich zu haben. Als Konsequenz aus dem Scheitern des Vorhabens suchten viele Republikaner nach neuen Wegen und wandten sich der marxistischen Ideologie zu, so auch Garland. Dementsprechend schloss er sich der Official IRA an, als sich die IRA 1969/1970 spaltete. In der Partei Official Sinn Féin, dem politischen Flügel der OIRA, stieg er rasch auf.
Mitte der 1970er-Jahre trennten sich gewaltbereite Elemente von der OIRA und nannten sich Irish National Liberation Army. Zwischen beiden Gruppen entspann sich eine blutige Fehde, in deren Verlauf Garland 1975 Opfer eines INLA-Attentates wurde. Er überlebte den Anschlag nur knapp.
Aus Official Sinn Féin wurde nach einigen Umbenennungen die Workers’ Party of Ireland, die bis heute besteht und deren Vorsitzender Garland im Jahr 2000 wurde. Die Workers Party versteht sich nach wie vor als kommunistische Partei und Vertreter aller Arbeiter Irlands; sie unterhielt seinerzeit gute Verbindungen zur KPdSU. Einem Artikel der Sunday Times zufolge hatte Seán Garland seit 1998 auch den Rang des Chief of Staff der (nunmehr inaktiven) Official IRA inne.

## Unter Verdacht
Im Oktober 2005 wurde Garland in Belfast festgenommen: Die Justizbehörden von Großbritannien und den USA warfen ihm vor, an einem internationalen Geldwäschering beteiligt zu sein, der angeblich nordkoreanische Superdollars auf europäischen Devisenmärkten in Umlauf gebracht hat. Die USA stellten einen Auslieferungsantrag gegen Garland wegen Devisenvergehens. Er wurde auf Kaution freigelassen, erschien jedoch nicht zu einem Anhörungstermin bezüglich seiner Auslieferung. Am 1. Dezember 2005 erging daraufhin ein Haftbefehl gegen ihn. Er floh daraufhin von Belfast nach Dublin. 2012 lehnte der irische High Court seine Auslieferung an die USA ab.